# Deutscher Lehrerpreis
Deutscher Lehrerpreis (egentlig: Deutscher Lehrerpreis – Unterricht innovativ) er en tysk udmærkelse i to hovedkategorier. Den blev stiftet af Vodafone Foundation og den tyske filologiske forening "Deutscher Philologenverband" og første gang uddelt i 2009. Ved uddelingen medvirker tyske politikere og professorer fra forskellige uddannelsesinstitutioner. Der uddeles op til 13.000 euro.
Prisen støttes af tyske uddannelsesforskere som professor Dr. Jürgen Baumert, der er vice-præsident for Max Planck Instituttet for Human Development i Berlin, og som også har ledet Pisa-undersøgelsen, samt tyske politikere som kansler Angela Merkel.
Prisen har til hensigt at belønne lærernes arbejde og forbedre den offentlige forståelse for lærere. Ved prisoverrækkelsen i 2011 sagde den tyske kansler Angela Merkel: "... Vi har brug for lærere med passion, det er dem der er ansvarlige for kvaliteten af skolen." 

## Prisens kategorier
Deutscher Lehrerpreis uddeles i to hovedkategorier. Den første kategori Schüler zeichnen Lehrer aus giver eleverne mulighed for at nominere de lærere som de synes er særdeles engagerede. Elever i den sidste klasse (svarende til den sidste gymnasieklasse i Danmark) kan nominere deres lærere i denne kategori. Den anden kategori Lehrer: Unterricht innovativ tildeles for innovative pædagogiske tiltag, når lærere underviser tværfagligt og samarbejder i et team.